# Martin Rudolph (Archäologe)
Martin Viktor Wilhelm Rudolph (nach 1945: Martin Rudolph-Greiffenberg) (* 1. Dezember 1908 in Langenöls, Kr. Nimptsch; † 10. April 1993 in Innsbruck) war ein deutscher promovierter Bauingenieur, Archäologe und Bauforscher.

## Leben
Geboren im niederschlesischen Langenöls als Sohn des dortigen Pastors Viktor Ernst Emanuel Rudolph (1870–1953), nahm Martin Rudolph 1929 ein Architekturstudium an der TH Dresden auf. Später wechselte er an die TH Braunschweig, wo er 1935 mit dem Diplom abschloss und 1938 zum Dr.-Ing. promoviert wurde.
Bereits in den 1930er Jahren nahm er an den Ausgrabungen in Haithabu, der Stellerburg in Schleswig-Holstein und der Königspfalz Werla teil; in Werla war er neben Hermann Schroller (1900–1959) der architektonische Leiter der Ausgrabung.
Nach seiner Promotion wurde ihm 1939 die Leitung der als Abteilung des SS-Ahnenerbes neugegründeten „Forschungsstelle für Vorgeschichtliche Baukunde“ übertragen; im Juni 1939 erhielt er einen Lehrauftrag für „Germanisches Bauwesen“ an der TH Braunschweig. Eine von ihm angestrebte Professur scheiterte hingegen an der fehlenden Habilitation.
Am 24. Oktober 1939 beantragte Rudolph die Aufnahme in die NSDAP und wurde zum 1. Dezember desselben Jahres aufgenommen (Mitgliedsnummer 7.316.132). 1940 schloss er sich auch der SS an, wo er bis zum Obersturmführer aufstieg und dem Persönlichen Stab Reichsführer SS zugeteilt wurde.
Für 1939/40 erhielt er das Reisestipendium des Deutschen Archäologischen Instituts. Als im Zuge der sogenannten Option das gesamte germanische und deutsche Kulturerbe in Südtirol aufgenommen werden sollte, erhielt Rudolph in der 1940 auf Anweisung Himmlers gegründeten „Kulturkommission“ des Ahnenerbes die Zuständigkeit für „Hausforschung und Bauwesen“. Bis Februar 1945, als seine Dienststelle in Bozen aufgelöst wurde, nahm er systematisch die Architektur alter deutscher Bauernhäuser auf. Rudolph untersuchte dabei auch die Bauernhäuser in isolierten deutschen Siedlungsgebieten wie dem Gottscheer Land in Slowenien (die Bevölkerung hatte 1941 mehrheitlich für eine Umsiedlung in das Deutsche Reich gestimmt). Im hölzernen Einraumhaus mit Vorlaube im Gottscheer Land sah Rudolph das germanische Urhaus.
Nach dem Zweiten Weltkrieg war er bei der Landesbaudirektion in Innsbruck tätig.

## Schriften
- Die Grundlagen der Holzbauweisen von Haithabu, in: Offa 1, 1936, S. 141–149.
- Pfalz Werla: Die baugeschichtlichen Ergebnisse der Ausgrabung 1937, in: Kunde: Zeitschrift für niedersächsische Archäologie 6, 1938, S. 106–118.
- Die Rekonstruktion des Kammerhauses der Stellerburg, in: Offa 2, 1937, S. 96–104
- Die Flechtwerkbauweise des Hauses von Hambühren, in: Nachrichten aus Niedersachsens Urgeschichte 12, 1938, S. 89–97.
- Pfalz Werla. Die baugeschichtlichen Ergebnisse der Ausgrabung 1938, in: Die Kunde: Zeitschrift für niedersächsische Archäologie 7, 1939, S. 79–94.
- Germanischer Holzbau der Wikingerzeit. 1. Die baugeschichtlichen Ergebnisse der Ausgrabungen auf der Stellerburg in Dithmarschen. Wachholtz, Neumünster 1942.
- Die Ausgrabungen der Königspfalz Heinrich I. zu Werla, in: Herbert Jankuhn (Hrsg.): Bericht über die Kieler Tagung (Forschungs- und Lehrgemeinschaft „Das Ahnenerbe“). Wachholtz, Neumünster 1944, S. 211–225.
- Uralpenländisch-rätischer Hausbau in Südtirol. In: Der Schlern 27, 1953, S. 64–80 (Digitalisat).
- Das Burggräfler Haus. Entwicklung und Erneuerung alpenländischer Baukultur an der Etsch. Universitätsverlag Wagner, Innsbruck 1960.
- Tirols Olympia-Raum: Innsbruck, Igls-Patscherkofel, Axamer Lizum, Seefeld. Verlag der Tiroler Graphik, Innsbruck 1963.
- Alpine Baukultur in Südtirol. Urform und vollendete Gestaltung. Athesia, Bozen 1982.
- Naturverbundenes Bauen am Berg. Tyrolia, Innsbruck u. a. 1986, ISBN 3-7022-1591-3